# Jürgen Schoch
Jürgen Uwe Schoch (* 10. April 1962 in Ludwigsburg; † 16. März 2006 in Kornwestheim) war ein deutscher Hürdenläufer, der sich auf die 110-Meter-Distanz spezialisiert hatte.
Bei den Halleneuropameisterschaften 1984 in Göteborg wurde er Siebter über 60 m Hürden; 1983 schied er im Zwischenlauf aus, 1988 im Vorlauf. Insgesamt startete er elfmal im Nationaltrikot.
Von 1983 bis 1985 wurde er dreimal in Folge Deutscher Vizemeister, 1984 gewann er zusammen mit Jürgen Koffler, Markus Klameth und Peter Klein den Titel in der 4-mal-100-Meter-Staffel. In der Halle wurde er über 60 m Hürden 1985 Deutscher Meister und 1983 sowie 1984 Vizemeister.
Jürgen Schoch startete für den SV Salamander Kornwestheim.
Von Beruf war Schoch Diplom-Ingenieur für Starkstromtechnik. Er starb im Alter von 43 Jahren an einer unheilbaren Krankheit.

## Persönliche Bestzeiten
- 60 m Hürden (Halle): 7,71 s, 31. Januar 1988, Karlsruhe
- 110 m Hürden: 13,78 s, 23. Juli 1988, Frankfurt am Main
- 400 m Hürden: 52,79 s, 26. Mai 1984, Lüdenscheid
- 100 m: 10,56 s, 19. September 1982, Nürtingen